# The Absent-Minded Professor
The Absent-Minded Professor  (El profesor distraido en Hispanoamérica; Un sabio en las nubes en España) es una película de  Estados Unidos producida por la factoría Disney en 1961 de 96 minutos de duración. Los principales intérpretes son Fred MacMurray y Nancy Olson. Se trata de un cuento cargado de fantasía y humor, realizado por el director estrella de la casa Disney, el artesano Robert Stevenson. 

## Sinopsis
El científico Ned Brainard (Fred MacMurray) es tan conocido por su capacidad inventiva como por sus mayúsculos despistes, que le han llevado a anular dos celebraciones de boda por incomparecencia. Sin embargo, Ned no pierde el tiempo y ha logrado elaborar una sustancia antigravedad llamada flubber (voligoma), que sirve de combustible para los automóviles. Con este preparado, los coches pueden transitar por el espacio aéreo. Al conocer la noticia del experimento, uno de sus alumnos, Alonzo Hawk, no duda en sustraer el coche que ha servido de ensayo para el profesor.

## Remake
Tras esta versión, Disney no dudó en hacer una nueva versión de la película y lanzarla de nuevo a la gran pantalla a través de Flubber en 1997, película protagonizada por Robin Williams.

## Secuela
En 1963 se estrenó la secuela del filme, titulada Son of Flubber (El profesor Voligoma, en español), la cual se convirtió en la primera secuela en la historia de una película de Disney.